# Binkos
Binkos (Bulgaars: Бинкос) is een dorp in Bulgarije. Het dorp is gelegen in de gemeente Sliven, oblast Sliven. Het dorp ligt 18 km ten zuidwesten van de provinciehoofdstad Sliven en 226 km ten oosten van Sofia.

## Bevolking
In de eerste volkstelling van 1934 registreerde het dorp 482 inwoners. Dit aantal groeide tot een recordaantal van 553 inwoners in 1946. Sindsdien neemt het inwonersaantal af (met een onderbreking in 2001). De achttiende volkstelling van Bulgarije, gehouden op 7 september 2021, registreerde 149 inwoners - een daling van 18 personen (-10,8%) ten opzichte van 2011. De gemiddelde jaarlijkse bevolkingsgroei voor de periode 2011-2021 komt uit op -1,1%, hetgeen vergelijkbaar is met het landelijke gemiddelde over deze periode (-1,14%).
Alle 167 inwoners reageerden op de optionele volkstelling van 2011. Van deze 167 respondenten identificeerden 157 personen zichzelf als Bulgaren (94%), gevolgd door 9 etnische Roma (5,4%) en een ondefinieerbare respondent (0,6%).
Van de 167 inwoners in februari 2011 werden geteld, waren er 15 jonger dan 15 jaar oud (9%), gevolgd door 75 personen tussen de 15-64 jaar oud (45,9%) en 77 personen van 65 jaar of ouder (46,1%). In 2021 was bijna 54% van de bevolking al 65 jaar of ouder.
|                    | 2011 | %      | 2021 | %      |
| ------------------ | ---- | ------ | ---- | ------ |
| Bevolking (totaal) | 167  | 100,0% | 149  | 100,0% |
|                    |      |        |      |        |
| 0-14               | 15   | 9,0%   | 11   | 7,4%   |
| 15-64              | 75   | 45,9%  | 58   | 38,9%  |
| 65+                | 77   | 46,1%  | 80   | 53,7%  |